# Ophiomitrella nudextrema
Ophiomitrella nudextrema is een slangster uit de familie Ophiacanthidae.
De wetenschappelijke naam van de soort werd in 1939 gepubliceerd door Hubert Lyman Clark.